# Shinigami
Shinigami (死神, littéralement « kami (Dieu) de la mort ») est un terme utilisé au Japon originellement pour désigner les dieux psychopompes, c'est-à-dire les personnifications de la Mort, telles que la Faucheuse des traditions européennes. À la différence de celle-ci, le shinigami n'a pas qu'une représentation stéréotypée[Selon qui ?]. Il est mis en scène dans de nombreuses fictions japonaises.

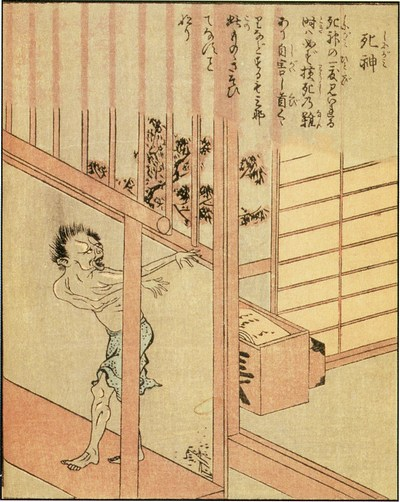
Shinigami d'après Takehara Shunsen dans Ehon hyaku monogatari (1841)

Dans la mesure où il peut y avoir plusieurs shinigami, on ne peut rapprocher leur rôle de celui, par exemple, des dieux Izanami ou Hadès.

## Autres divinités japonaises de la Mort
Les divinités suivantes, bien qu'associées à la Mort, ne sont pas appelées shinigami :
- Enma (閻魔?), Enma-ō (閻魔王?) ou Enma-daiō (閻魔大王?) : importé du bouddhisme, son origine est le Seigneur de la Mort Yama de l'hindouisme. Il juge ceux qui vont au paradis (Nirvāna) ou en Enfer.
- Izanami : Une déesse shintoïste, femme de Izanagi.

## Personnages de fiction
Des personnages variés ont été nommés shinigami dans la culture populaire japonaise. Il n'y a donc pas une définition claire de leur rôle ou apparence, toutefois, leur travail est généralement de guider les âmes vers le royaume des morts.
Quelques fictions dans lesquels on les retrouve :
- Assassination Classroom : le shinigami est considéré comme le meilleur tueur au monde avec plus de 1 000 victimes, le premier est maintenant le professeur Koro, le deuxième est son ancien élève ;
- Black Butler : un shinigami est un ancien être humain qui s'est suicidé et qui est par conséquent condamné à prendre la vie de mortels selon une liste qui leur indique les gens qui vont/doivent mourir. Une fois la vie de l'être humain prise par un shinigami, il sort de la poitrine de l'être humain une lanterne cinématographique qui se range directement dans la bibliothèque des shinigami. Ils ont comme armes des objets coupants qui ont pour la plupart un lien direct avec des instruments utilisés dans le jardinage comme une tronçonneuse ou encore une tondeuse à gazon. Les shinigami ont tous les yeux jaune-verts et sont tous myopes ;
- Bleach : un shinigami est une âme guerrière ayant pour but de protéger les vivants des mauvais esprits appelés Hollows et de guider les morts vers leur monde, la Soul Society. Ils utilisent un zanpakuto, sabre trancheur d'âmes pour se battre, apaiser les esprits et les guider vers le paradis ou vers l'enfer ;
- Dakara boku wa H ga  dekinai : Lisara Restall est une shinigami qui recherche un être spécial ;
- Darker Than Black : le héros, Hei, un contractant réputé maudit, est surnommé le « shinigami noir » ;
- Death Note : les shinigami de Death Note sont des créatures qui ont pour but de soutirer la vie aux humains pour se maintenir eux-mêmes en vie, le but de leurs existences est globalement de tuer des êtres humains. Chaque être humain tué par un shinigami lui apportera le temps de vie qu’il restait au départ à l'humain en question. Pour tuer, un shinigami utilise un Death Note, ou cahier de la mort, dans lequel il écrit le nom et les circonstances du décès de la personne choisie ;
- Dragon Ball : où les shinigami sont des employés de Enma, le chef du purgatoire, chargés de calmer les morts de l'enfer ou de guider les âmes jusqu'au paradis/enfer ou s'entraîner avec Maître Kaio selon leur spécialité ;
- Defense Devil : les shinigami sont en compétition avec le héros Mephisto Bart Kucabara pour récupérer la matière noire qui pollue l'âme des défunts[1] ;
- 86: Eighty-Six : Shinei Nouzen, chef de l'escadron Spearhead, est appelé Le Faucheur, dans la version originale shinigami ;
- Fairy Tail : Shinigami est un des personnages ennemis (nom entier : Shinigami Eligoal), il appartient à la guilde d'Eisen Wald, une guilde clandestine. Le surnom de Shinigami est dû au fait qu'il ne prend que des missions basées sur l'assassinat ;
- Full Moon wo Sagashite : un shinigami est une âme ayant commis une grave erreur de son vivant (par exemple : se suicider). Sa mémoire est effacée et l'esprit est condamné à effectuer des bonnes actions pour racheter ses fautes avec la plus stricte interdiction de chercher à se souvenir de son passé ;
- Gosick : le personnage principal, Kazuya Kujō, est surnommé le « shinigami noir » par les étudiants de son académie ;
- Ge Ge Ge no Kitaro : dans l’épisode 66 kitaro affronte un « shinigami » venu récolter des âmes;
- New Mobile Report Gundam Wing : ici, il s'agit du surnom de Duo Maxwell, l'assassin de l'équipe ;
- Gyaatoruzu ;
- Ippo ;
- Hellsing : le personnage Walter C. Dornez est surnommé le « dieu de la Mort » (shinigami en version originale) ;
- Inu-Yasha ;
- Inukami! , roman graphique où un "esprit-chien" (inugami) nommée Yoko et son maître combattent des esprits maléfiques[2] ;
- Katekyo Hitman Reborn : durant la Guerre des représentants de l'arc-en-ciel, durant laquelle chaque Arcobaleno se bat avec une équipe afin de lever la malédiction qui l'emprisonne dans un corps de bébé, Flan prend les envoyés de la Vindice pour des shinigami ;
- Les descendants des ténèbres (Yami no matsuei) ;
- Nabari no Ou : Yoite est surnommé ainsi parce qu'il peut tuer une personne avec le kira (technique ninja qui se sert de la vie de l'utilisateur pour tuer ou sauver une personne en agissant sur le qì) ;
- Naruto : le shinigami est invoqué grâce à la technique de l'emprisonnement des morts, l'âme de l'invocateur est condamnée à souffrir avec l'âme de l'être scellé ; sont prisonniers de son estomac : les quatre premiers Hokage, les bras d'Orochimaru et la partie yin du chakra du démon renard à neuf queues. Ils sont également évoqués par Obito Uchiwa lorsque celui-ci est soigné par Madara Uchiwa. Voyant qu'il aurait dû mourir écrasé par des rochers et que Madara possède une faux, Obito le prend pour un shinigami ;
- Omishi Magical Theater: Risky Safety ;
- Pandora Hearts : Black Rabbit les combat au début de la série ; les shinigami (faucheurs pourpres) sont les Baskervilles qui veulent envoyer Oz Bezarius dans une autre dimension qu'on appelle l'Abysse ;
- Rin Hojo : personnage de la saison 5 de la série Initial D surnommé le shinigami ;
- Saint Seiya : Thanatos ;
- Shinigami (rakugo) ;
- Shinigami-kun , une série télévisée où le Faucheur invite les humains à le suivre en prononçant la phrase "Félicitations ! Je suis venu vous chercher"[3].
- Shinigami-kun no Oshigoto ;
- Shinigami no Ballad : le personnage principal est un shinigami que seules les personnes au seuil de la mort peuvent voir. Elle recueille les âmes des êtres vivants ;
- Shigami no Seido (Traduction française : la mort avec précision), roman de Kotaro Isaka[4]
- Soul Eater : le Maître Shinigami est le directeur de l'école des meisters Shibusen et Death the Kid le fils du Maître Shinigami ;
- Touhou Project : Komachi Onozuka est un shinigami qui a tendance à demander aux gens s'ils comptent commettre un suicide ;
- Yû Yû Hakusho ;
- Zombie Loan ;
- Kyoukai no Rinne : L'histoire est fondée sur celle de Rinne Rokudou, un demi-shinigami.
- Undertaker Riddle.